# Colibri de Bourcier
Polyonymus caroli
Genre
Espèce
Statut de conservation UICN

 LC  : Préoccupation mineure
Statut CITES
Le Colibri de Bourcier (Polyonymus caroli) unique représentant du genre Polyonymus, est une espèce de colibri de la sous-famille des Lesbiinae et de la tribu des Lesbiini. Il a été décrit par Jules Bourcier en 1847.

## Distribution
Le Colibri de Bourcier est endémique au Pérou.

Carte de répartition de l'espèce